# ヴァルストークファミリー
- スーパーロボット大戦W > ヴァルストークファミリー
- バンプレストオリジナル > バンプレストオリジナルのキャラクター一覧 > ヴァルストークファミリー
- バンプレストオリジナル > バンプレストオリジナルの機動兵器一覧 > ヴァルストークファミリー

ヴァルストークファミリーとは『スーパーロボット大戦W』に登場する架空の企業である。

## 概要
ブレスフィールド・アーディガンが代表を務めるトレイラー。ファミリーの名称通り、ブレスの家族達で運営されているため個人事業主といえる。武装輸送艦ヴァルストークと可変型機動兵器ヴァルホークを所有する。主に月からラグランジュポイントを活動領域としている。昔気質のトレイラーであり高い業務遂行能力を持つが、経営状況は最悪で35回も倒産の危機を経験している。不思議な事に借金だけは無いらしく、ヴァルストークもヴァルホークも差し押さえられていない。36回目の倒産の危機を迎えていた時に、プリベンターのデュオとカトルを地球に送り届ける仕事を請け負ったことから、地球圏を巡る戦いに巻き込まれていく。なおエンディングでも戦後のヴァルストークやヴァルホークの修理で貯金を使い果たしたため、37回目の倒産の危機を迎えている。

## ビット
ファミリーの拠点であるスペースコロニー。非正規のコロニーであり航海図には記載されていない。シナリオデモ中のMAP表示ではL4ポイントの外れに位置している。

## 人物
カズマ・アーディガン(Kazuma Ardygun)
『W』の主人公。16歳（第1部）→17歳（第2部）。ヴァルストークファミリーの長男。性格は熱血漢。一人前のトレイラーになることを目標としており、伝説のトレイラーと呼ばれている父を内心では尊敬しているが、その一方で優秀な父親に対してコンプレックスを抱いている節もある。父に認められたい内心から無茶をすることもあったが、数々の激戦を経験し次第に成長していった。苦手なものはブレスの拳骨。料理の腕はそこそこの腕前であり、ブレス、シホミに次ぐようである。
可変人型機動兵器ヴァルホークを操り、ヴァルガード、ヴァルザカードの主な操縦も担当する。また戦闘は行わないものの、第2部序盤ではメビウスにも搭乗した。
第1部序盤での依頼で出会ったデュオや、カトルと仲良くなる。
第2部序盤では行方をくらましており、当初はサーペントテールに カイトという偽名で所属していた。このトビを意味する名には、「タカがトンビを生んだ」という自虐の意味が込められていると同時に『SEED ASTRAY』の続編にあたる『DESTINY ASTRAY』にて「カイト・マディガン」という人物が後に仲間になる事とも掛けられていると思われる。ブレスを死なせてしまった（実際には死んでいなかったが）経験から大切な人を守れないことを恐れ、当初は戦闘を拒否していた。しかしサーペントテールの任務中にヴァルストークファミリーと再会、紆余曲折あってヴァルストークへ帰還し、大河長官の要請を受けノイ・ヴェルターに加わることとなる。以後はヴァルストークファミリーの最終的な行動指針の決定をシホミから任されている。
なお、合流後しばらくは父を意識し背伸びした言動を執っていたが、周囲にとっては気恥ずかしさを覚える振る舞いであったため、指摘を受けて以降は恥じ入って素の態度に立ち返っている。
第1部序盤でパイロットとしての技量を「二流」と自嘲していたが、第1部中でのマオとノインの特訓と豊富な戦闘経験からか、第2部序盤で彼の操縦技術を見たイライジャ・キールから「全てにおいて神業」と評価されるほどの腕前を見せた。
ファミリーの航海日誌の記入も担当しており、これは作中のあらすじも兼ねている（カズマ不在時はミヒロが執筆、カズマとミヒロが捕らえられていた時はカズマが「書くことが出来ないので頭の中に留めておく」と心の中で日誌の内容を語っていた）が、中身は彼の日記に近いものになっている（「思い出は何物にも変え難い」というブレスの考えにより、この点は黙認されている）。ゲーム中では明かされていないが、最終話の最後に引用される「トレイラーの真実〜トンビがクルリと輪をかいた〜」という本は、この航海日誌をカズマの自伝として出版したものであり、本編から約30年後の世界ではベストセラーになっている。
欲しい物は「カノジョ」。しかしスパロボオリジナル男性主人公としては珍しく、本編中は色恋沙汰が全くなかった。これはヒロインとなる女性キャラがいないためである。ザ・データベースを離反したアリアをほんの少し意識したりもしたが、レギュレイトに「アリアはもう一人のカズマのようなものだからだめ」と釘を刺されてしまった。
専用BGMは「BULLET STRIKER」と「SAIL ON FUTURE」。
ミヒロ・アーディガン(Mihiro Ardygun)
『W』のサブ主人公。10歳（第1部）→11歳（第2部）。ヴァルストークファミリーの三女で、カズマの妹。父や兄に対して少々甘えん坊な一面もあるが、非常にしっかり者。戦闘ではヴァルホークのサブパイロットとして照準補正や回避プログラム等を担当し、無茶な戦い方をするカズマのサポートを務める。
第2部開始直後では、カズマが居ない間ヴァルホークのメインパイロットをしており、一人での戦闘もこなしていた。とはいえ、実年齢でいえばまだまだ子供であり、カズマが行方不明になっている時はやや情緒不安定な一面を見せた。
第2部では、服装をズボンからスカートに穿き替えており、その他は特に変わりが無い。アリアの発言によれば「髪型が変わっている」が設定画やグラフィックを見る限り変化はない。
専用BGMは「BULLET STRIKER」。
ブレスフィールド・アーディガン(Blessfield Ardygun)
カズマの父親。45歳（第1部）。ヴァルストークファミリーの大黒柱。伝説のトレイラーと呼ばれた人物で、「タカの目」という異名を持っている。父親から受け継いだ戦艦ヴァルストークの艦長を務める。要所要所でトレイラー心得を語る。性格は厳格だがかなりちゃっかりした面も持ち合わせる。ヴァルストークファミリーが慢性的な経営難に陥っているため、金にもうるさい。数々の修羅場を潜り抜けてきた超一流のスペースマンであり、豊富な経験とその才覚でヴェルターの主要なスタッフとして活躍した。
GGGの大河長官や火麻参謀、スペースナイツのフリーマン、国連事務総長のアプロヴァールとは旧知の仲であり、以前は彼らから宇宙海賊として追われる身であった。もっとも前科はなく、非合法組織の壊滅や不正の暴露などといった義賊としての活動で名を馳せていた。その後、事故で出逢ったユウミに一目惚れしたことで、足を洗ってトレイラーとなる。「タカの目」という異名はフードを被って素顔を隠していたユウミを一目で美人だと見破ったことで付けられたが、本人にとってこのことはあまり知られたくなかったようである。
2000の秘技を隠し持ち、「死んだフリ」や「かどわかし」、「他人のフンドシ」などがある。交渉の際は相手に合わせる対話術を取る（ミスマル・ユリカの「ブイ!」を真似たり、ホネルバの笑い声の「ヒッヒッヒ…」を真似たりしていた）。高い交渉能力を持つが、ネルガル重工のプロスペクターや木連の秋山源八郎には上手くやり込められていた。
火星出身者であり、海賊業をしていた時にチューリップクリスタルを大量に入手している。なお本編では言及されていないが火星出身者のため、アキトやユリカと同じく生来のA級ジャンパーである。
第1部ラストでインファレンスの攻撃からカズマを庇い死亡したと思われていたが、なんと、ボソンジャンプにより150億年前の宇宙へタイムスリップしていた。宇宙の死が間近に迫り、絶望した始原文明エスの人々に思い出の大切さを説いて希望を与え、知の記録者達と記録プラントの製作に参加。さらにその抑止力（カウンター）としてヴァルホーク（の設計図）、ヴァルストーク、キャレット、そして自身のコピーであるアプリカントを造った。その後の詳細は不明。
専用BGMは「出航 〜果て無き星の海原へ」。
シホミ・アーディガン(Shihomi Ardygun)
22歳（第1部）→23歳（第2部）。ヴァルストークファミリーの長女で、カズマの姉。気配りと包容力に長けた性格。優れた洞察力と観察眼を持っており、様々な相手の心中を見通すかのような言動をとることがある。
いつも目を閉じ穏やかな笑顔をたたえているが、本気で怒った時は目が一杯まで見開かれる。ただし、ゲーム中はその姿を見ることは出来ない。その怒りは家族すら震え上がるほど。カズマは幼い頃にシホミの逆鱗に触れたことがあり、その度平手打ちを喰らっている。そのため現在でも特に彼女には頭が上がらないでいる。
第1部では戦艦ヴァルストークのオペレーターを担当。第2部ではブレスに代わってヴァルストークの艦長となり、ファミリーの社長代行を務める。カズマ同様に、シホミもファミリーの立派なリーダーへと成長していく。
専用BGMは「決意 〜誇りと思い出を胸に」。
アカネ・アーディガン(Akane Ardygun)
20歳（第1部）→21歳（第2部）。ヴァルストークファミリーの次女で、カズマの姉。カズマやミヒロ、アリアからは「チイ姉」と呼ばれる（「ちい」さい方の「姉」さんと言う意味）。さっぱりとした性格で、ファミリーのムードメーカー的な存在。マッチョ男やモヒカン、変なモノが大好き（カズマやミヒロ曰く「ゲテモノ好き」）で、ウッポくんの大ファンだったり、バッタを「可愛い」と評したり、ゴルディマーグ初登場時にかなり喜んだりしている。射撃センスに優れており、ヴァルストークでは砲撃手を担当している。単純で騙されやすいのが玉に瑕で、ホリスに度々からかわれる。少々体形がスレンダーであることに悩んでおり、そのこともホリスに度々話のネタにされている（だが、戦闘のカットインでは僅かながら揺れる）。
ホリスのことは満更でもないのだが、彼の掴み所の無い態度にヤキモキさせられっぱなしである。エンディングでようやくプロポーズされ快く承諾したが、ホリスによって、無線機のスイッチがONになっていたことに気付かずに答えてしまい、インファレンス達にまで見せ付ける羽目となった。
いわゆるマヨラーで、彼女の料理は全てマヨネーズ風味になってしまうため、皆の評判は良くない。
初期の頃はシホミ同様に知的な雰囲気もあったが、カズマの「死中に活あり」という言葉に対し「シチューにはトンカツよりビーフだよ!!」と間違った突っ込みを入れたり、カズマ同様に敵の単純な罠に気付かなかったり等、実際にはカズマと同レベル。
ホリス・ホライアン(Horis Horian)
24歳（第1部）→25歳（第2部）。半ば押しかける形で、ヴァルストークファミリーに就職した青年。豊富な知識と優れた操舵技術を備えている。アカネのことを度々からかっており、最後のプロポーズの時でさえもアカネをわざと怒らせて楽しんでいる。
ヴァルストークファミリーの中では連合大学卒ということで通っていたが、かつては旧OZの一級特尉であり、情報局特務調査隊に所属していた。彼の任務はブラックテクノロジーの調査と研究、特に古代太陽系文明の担当であり、その一環としてヴァルストークファミリーに潜入していた。しかしブレスの人柄に惚れ込み、ブレスに素性を気付かれたことを契機にファミリーの一員となることを決めた。その後も情報の収集は趣味として続行しており、それはヴァルザカード合体システムを見破るという形で結実することとなる。
説明書のキャラクター紹介に彼の紹介がなかったり、ヴァルザカードの必殺技のトドメ演出のカットインにも登場しないなど、若干不遇な目に遭っている。本編中でもアリアから自分の名前を言われずに「私の立場は…？」と言ったり、アプリカントにカズマ達と共にヴァルストークファミリーの1人として名前を呼ばれて「私の名前も入ってる!」と喜ぶ場面がある。
ガレント・カベリナリオ(Gurrent Caberinario)
50代後半。ヴァルストークファミリーの専属メカニックとして、ヴァルホークやヴァルストーク等のメカを整備する。ただしヴァルストークには乗ることは少なく、専らビットで留守を預かっている事が多い。「鬼の腕」と呼ばれ、「タカの目」ブレスのお目付役としてトレイラー界では広く知られている。もともとはユウミの父の片腕であり、ユウミが家業を継いだあとはその後見人を務めていた。「鬼の腕」の名は、出し抜けにユウミへ愛の告白をしてきた当時のブレスを殴ったことでついた渾名である。ユウミが亡くなって以降は責任を感じ現役を引退。ファミリーの相談役およびカズマの教育役となった。
キャレット(Carret)
ヴァルストークとセットで作られた謎多きロボット。操艦のサポートや家事等をこなす便利な存在。片仮名で喋る。6本足と底部の球（ボール）で歩行・走行する。全高1m。目玉部分はモニタとしても機能する。腕はゴム質のカバーで覆われており、掌には肉球がある。その触感は「とても柔らかくて気持ちイイ」もの。頭部にツインテールのような拡張用コネクタとリボンに似たものがあるが、性別は現段階では不明。背中には小さな羽根があるが、この羽根では飛べない。
150億年前の宇宙の文明でブレスによって作られており、ブレスからのメッセージを保存している。またプロトンキャノン・フォーカスやエクサノヴァシュートの発動コード承認も担当する。レギュレイトによってプロテクトを解除された際には、ディスパーと同様英単語のみの喋り方となっていた。カズマ、またはミヒロが一人でヴァルホークに搭乗する場合、サブシートでナビを行う。
ユウミ・アーディガン
カズマ達の母親でブレスの妻。故人。本編には未登場。亡くなった父の後を継いでトレイラー業をしていたところブレスと出会い、お互い一目惚れで結婚した。非常に内気な性格で、いつもフードを被って顔を隠していたため、トレイラー仲間やスペースマン達の噂の的になっていた。GGGの火麻参謀も彼女に惚れていたらしく、レギュレイトが外見や人格をユウミの若い頃に模して造られていたことから、対応した火麻参謀は普段とは異なる丁寧な言葉使いで接している。なお、ユウミは極端に内気な性格だったとのことだが、レギュレイト自身はそこまで内気な様子はない。
第1部から10年程前にSOSを装った宇宙海賊の罠によって死亡し、彼女に関する記録やデータは全て失われてしまった。

## 機動兵器

### ヴァルホーク
【Hawk = 「タカ」】
ヴァルストークファミリーが所有する機動兵器で、カズマとミヒロが乗り込む。格闘形態のクロスコンバットモードと高機動形態のエアフォースモードに変形することが可能で、カズマが得意とする突撃戦法に合わせた調整が施されている。ヴァルストークのブラックボックスの一つであるデータ管理メカ、キャレットを解析して得られた設計図を元に製造された。地球圏では非常に珍しいプラズマドライブを動力に採用している。宇宙開発公社の認可を受けており、ML（machinery laborer = マシンナリィレイバー。公的機関が認可する作業用ロボット）に分類される。左脚の腿部にはヴァルストークファミリーのエンブレムがペイントされている。
当初は解析不能な部分が多かったが、物語終盤にてザ・データベースのアンチプログラムであるヴァルザカードのコアユニットであることが判明した。操縦・戦闘は一人でも可能で、その場合キャレットがナビゲートを行う（アンソロジーなどでは完全に一人だけで動かしているかのような描写があったが、間違い）。
ヴァルザカードは歴代主人公機では最大の巨体を持つが、ヴァルホークも人型のリアル系主人公機の中では全高が最も高い。またバンプレストオリジナルでは、アルテリオンと並び移動用形態がデフォルトであるという珍しい機体である。
武装
レーザーバルカン
腹部砲門の右側に装備された小型レーザー機関砲。主に牽制用。
ビームショットランチャー
メインウェポンとして運用される携行ビーム兵器。右腕専用。連射性が高い通常モードと、攻撃力重視のフル・バーストモード（トドメ演出時に使用）の撃ち分けが可能。
レイブレード
CC形態の脚部に格納されているエネルギー剣。X字に斬るモーションをカズマは「クロス・スラッシュ」と叫ぶことがある。
ヒートエッジ
AF形態の機首・CC形態ではつま先にあたる部位で、赤熱化させて攻撃する打撃兵器。
ヒートエッジ単体での使用はゲーム中には登場しないが、零距離射撃時などにアンカーとして使用したり、レイブレードの攻撃後に「サービス」として蹴りを入れたりする。
プラズマエクスキュージョン
CC形態の腹部砲門から発射される高出力プラズマ弾。トドメ演出時は、着弾して起こったプラズマの渦の中にヴァルホークが突っ込み、ヒートエッジで貫く。
必殺技
ヒートエッジエクスプロイダー
AF形態の必殺技で、機体をヒートフィールドで包んで火の鳥となって敵に体当たりを仕掛ける（その意味ではサイバスターのアカシックバスターに似ている）。ちなみにアクション開始時の掛け声は「コード・フェニックス」。
ジェイドフロウジョン
CC形態の必殺技で、ヴァルホークの全武装を連続して叩き込む必殺技。必殺技としては唯一トドメ演出が存在しない。
プロトンキャノン・フォーカス
月面の戦いで突如目覚めた武装。ヴァルストークの艦首モジュールを射出、それをヴァルホークが把持してプロトンキャノンとプラズマエクスキュージョンを同時に放つ。なお使用時にはBGMが「BREAK　THROUGH」になる。

### ヴァルストーク
【Stork = コウノトリ】
ヴァルストークファミリーの家であり母艦でもあるトレイラーシップ。プロトンドライブというエンジンで稼動する。武装輸送艦と銘打っているが、実際の戦闘力は戦艦に匹敵するほど高く、惑星間航行能力をも有する。カズマの祖父、トースト・アーディガンの代に火星でキャレットと共に発見され、それ以来、長い間にわたってヴァルストークファミリーで運用されている。物語開始時点ですら、地球圏ではいまだ実験段階にあるプロトンドライブを発見当時から搭載していた点、最新鋭の戦艦すら凌駕する点があるなど、一種のオーパーツとも言える艦である。非常時に備え、脱出用シャトルには艦の基本設計図と一家のライフデータの複製が収められている。
なお、操艦には多くの人員が必要というわけではなく、艦長・操舵手・砲撃手の3名の乗員とキャレットがいれば、全ての能力を問題なく発揮することができる。前述のとおりファミリーの家でもあるため、戦闘中にダメージを受けると誰の部屋に当たったなどで大騒ぎになる。
その実体は150億年前にブレスによって建造された戦艦で、ザ・データベースのアンチプログラムの一種であった。ヴァルホークと合体することによってヴァルガードとなる。150億年前にブレスが（自身の乗っていたヴァルストークを模倣して）建造したのち、表向きは廃棄したことにして太陽系に送り出し、50年前の火星に辿り着くようにされていた。
武装
宇宙魚雷
小型ミサイル。
誘導マイクロミサイル
敵味方識別機能のあるMAPW。
全方向多門ビームランチャー
艦体側面に装備されたビーム砲。ヴァルガードおよびヴァルザカードの指にあたる部分。普段は後方を向いている。
デュアルプロトンキャノン
艦首モジュールを展開して放たれる高出力砲。トドメ演出が存在する。
必殺技
プロトンキャノン・フォーカス
ヴァルホークの項を参照。ヴァルホークと同様にプロトンキャノン・フォーカス使用時にはBGMが「BREAK THROUGH」になる。なお、プロトンキャノン・フォーカスは戦艦には珍しい合体攻撃である（バンプレストオリジナルの戦艦としては初）。

### ヴァルガード
ファミリーの危機に際して、突如として封印されていた機能が発動し、ヴァルホークとヴァルストークが合体した巨大ロボ。元が戦艦であるため、他のロボットと比べても格段に大きい。また、母艦としての搭載機能も生きている（当然ヴァルガード自身は他の戦艦ユニットに搭載できない）。
ヴァルホークがヴァルストークをパワードスーツとして着込む形で合体する。ヴァルストークの艦体側面がヴァルガードの腕になり、エンジン部が脚部になる。ヴァルホーク同様、左脚の腿部にファミリーのエンブレムがペイントされている。
本来ヴァルホークの動きとなるはずのものを強化外骨格となったヴァルストークがトレースすることで機動する。そのずんぐりした巨体を裏切る高い機動性を持ち、戦艦サイズの機体でありながら格闘戦を得意とする。
上記のプロトンキャノン・フォーカスやヴァルホークとの合体機能は、もともとはブレスが空想していたアイディアであり、のちに150億年前の宇宙でヴァルストークを建造する際に実現させたものである。
武装
宇宙魚雷
誘導マイクロミサイル
全方向多門ビームランチャー
それぞれヴァルストークのものを引き続き使用している。人型のロボになったことで攻撃可能範囲は広がった模様。
フルアクセルインパクト
突撃して行う格闘攻撃。
必殺技
クロスプロトンパニッシャー
腕部にプロトンエネルギーをまとわせて突撃。敵に拳を叩き込んで破壊する。トドメ演出では腕部のプロトンキャノンを発射して敵を内側から粉砕する。使用時にはBGMが「BREAK THROUGH」になる。

### ヴァルザカード
ヴァルホーク、ヴァルストーク、アルムアルクス、アルムストラが合体することで完成する超絶戦闘兵器。ザ・データベースが暴走したときのためのカウンタープログラムとしての形態である。始原文明エスの次元制御技術、地球の兵装システムが融合した結果、きわめて高い戦闘能力を持つに至っている。
エンジンはヴァルストークとアルムストラのプロトンドライブが連結したプロトンノヴァドライブ。アルムストラがヴァルガードの四肢を補う形で合体しており、フォルムは完全な人型となっている。主に剣・弓・盾などのウェポンシステムとして使用するアルムアルクスは、普段は背部に格納されている。ディメンジョンブレイカーやエクサノヴァシュート使用時には、スキエンティアやサピエンティアと同様、背部に結晶状のエネルギー柱が複数生じる。
全長212.7mと歴代のバンプレストオリジナル主人公機では最大の巨体を誇る。その巨体さゆえ人間の手では整備が出来ないため、メンテナンスロボが整備を行っている。
ヴァルストークの損傷を修理しないうちに合体したため、本来使用可能であるはずの母艦としての搭載機能が使用不能となっている。また、その損傷をヴァルザカードに合体することで補っているため、ウェポンシステムであるアルムアルクス以外の元の3機には分離することも不可能である。手首はヴァルガードのままなので全方向多門ビームランチャーやフルアクセルインパクトは使用出来るはずだが、損傷のためか使えなくなっている。
元々戦艦のため、ヴァルガード同様他の戦艦に搭載することは不可能。ヴァルガードの時と違い常に合体状態で出撃するため、カズマは「格納庫から出撃しないのもおかしな気分」と語っている。
ゲーム中では最終盤で数話使えるのみだが、サイズから来る威力補正に射程が長い武器が多く、精神コマンドも6人分と非常に強力な機体になっている。
武装
ハイプロトンスマッシャー
腹部の砲門からプロトンエネルギーを放出する。ヴァルホークのプラズマエクスキュージョンと同様の武装。
ディメンジョンブレイカー
アルムアルクスをブレイカーモードとし次元制御によって巨大化させる。その後エネルギーを物質化した刃を展開して敵を切りつける。トドメは次元貫通により敵を異次元へと吹っ飛ばす。なお、トドメを刺さなかった時のみカットインが入る。
エクサノヴァシュート
敵味方識別可能なMAPW。コード「EXA」の承認によって発動する。アルムアルクスをファイナルモードへと変形させ、次元制御によって巨大化させる。弓状となったアルムアルクスを構え、超高エネルギーを圧縮した物質弾を発射する（発射後に物質化する）。
必殺技
エクサノヴァシュート・オーバー
エクサノヴァシュートを集中させて1体の対象を攻撃する技。コード「EXA」の承認によって発動する。発射後に分裂した多数の物質弾が対象に突き刺さって動きを封じ、最後の1本が後方から貫いたのちに爆発するという流れになる。アニメーション中には魔法円とヤハウェの名が現れており、魔術的な要素をも含んでいる。なお、最後のヴァルストークファミリーのカットインの順番は、アカネ→シホミ→アリア→ミヒロ→ブレス→カズマとなり、最後にほんの一瞬であるが、ユウミらしき人物のカットが入る。
使用時にはBGMが「JUST ONE CHANCE」になる。トドメ時の演出が終了したところでBGMがちょうど1ループする。